# Piper mexicanum
Piper mexicanum là một loài thực vật có hoa trong họ Hồ tiêu. Loài này được (Miq.) DC. miêu tả khoa học đầu tiên năm 1869.